# Bartłomiej Pawełczak
Bartłomiej Pawełczak (Więcbork, 7 de junio de 1982) es un deportista polaco que compitió en remo. Participó en los Juegos Olímpicos de Pekín 2008, obteniendo una medalla de plata en la prueba de cuatro sin timonel ligero.

## Palmarés internacional
| Juegos Olímpicos | Juegos Olímpicos | Juegos Olímpicos | Juegos Olímpicos          |
| Año              | Lugar            | Medalla          | Prueba                    |
| ---------------- | ---------------- | ---------------- | ------------------------- |
| 2008             | Pekín (China)    | Medalla de plata | Cuatro sin timonel ligero |